# Alt Maestrat
Alt Maestrat (spanyolul: Alto Maestrazgo) Spanyolországban, Valencia Castellón tartományában található comarca. Alt Maestrat Alcalatén, Baix Maestrat, Plana Alta és Ports comarcákkal határos. Lakosainak száma 6480 fő (2024).

## Földrajza
Észak felől Los Puertos de Morella comarcával határos, nyugaton a Teruel tartomány, délen Alcalatén comarca, keleten pedig a Bajo Maestrazgo és a Plana Alta comarcák határolják.
Legmagasabb pontja: Muela de Ares (valenciai nyelven: Mola d'Ares) (1348 m)
Az alacsony téli hőmérsékletének köszönhetően a vegetációja jellegzetes tagjai a fenyők és tölgyek.

## Önkormányzatai
| Önkormányzat        | Lakosság | Területe (km²) | Népsűrűség |
| ------------------- | -------- | -------------- | ---------- |
| Villafranca del Cid | 2.289    | 93,80          | 24,40      |
| Albocácer           | 1.303    | 82,29          | 15,83      |
| Benasal             | 1.130    | 79,60          | 14,20      |
| Catí                | 779      | 102,30         | 7,61       |
| Culla               | 524      | 116,30         | 4,50       |
| Tírig               | 465      | 42,30          | 10,99      |
| Ares del Maestre    | 202      | 118,70         | 1,70       |
| Villar de Canes     | 179      | 15,90          | 11,26      |
| Torre de Embesora   | 166      | 11,87          | 13,98      |